# Denis (žensko ime)
Denis je žensko osebno ime.

## Izvor imena
Žensko osebno ime Denis  enako kot moško Denis izhaja iz latinskega imena Dionisius, slovensko Dioniz oz. Dionizij . Oblika Denis je v francoščini moška oblika nasproti ženski obliki Denise. Da sta v slovenščini sovpadli obe obliki v eno z dvospolno funkcijo je najbrž krivo prevzemanje imena enkrat po pisavi, drugič pa po izgovorjavi. Da je dvospolnost ene oblike moteča, dokazujeta tudi raba še dveh oblik istega imena : Denisa in Denise. Torej slovenska oblika s tipičnim ženskim obrazilom -a in izvirna francoska ženska oblika obravnavanega imena.

## Različice imena
Deni, Denia, Denica, Denisa, Denise (francoska oblika), Denja

## Pogostost imena
Po podatkih Statističnega urada Republike Slovenije je bilo na dan 31. decembra 2007 v Sloveniji število ženskih oseb z imenom Denis: 69.

## Osebni praznik
V koledarju je ime Denis zapisano 9. oktobra.